# Harpactocrates drassoides
Harpactocrates drassoides là một loài nhện trong họ Dysderidae.
Loài này thuộc chi Harpactocrates. Harpactocrates drassoides được Eugène Simon miêu tả năm 1882.